# Pamiers
Pamiers / Pàmias là một xã trong vùng Occitanie, thuộc tỉnh Ariège, quận Pamiers, tổng Pamiers-Est und Pamiers-Ouest. Tọa độ địa lý của xã là 43° 07' vĩ độ bắc, 01° 36' kinh độ đông. Pamiers / Pàmias nằm trên độ cao trung bình là 298 mét trên mực nước biển, có điểm thấp nhất là 256 mét và điểm cao nhất là 473 mét. Xã có diện tích 45,85 km², dân số vào thời điểm 1999 là 13.417 người; mật độ dân số là 293 người/km².

## Thông tin nhân khẩu
| 1962   | 1968   | 1975   | 1982   | 1990   | 1999   |
| ------ | ------ | ------ | ------ | ------ | ------ |
| 13 297 | 14 564 | 14 325 | 13 345 | 12 965 | 13 417 |

## Các thành phố kết nghĩa
- Crailsheim, Đức
- Terrassa, Tây Ban Nha

## Nhân vật nổi tiếng
- Gabriel Fauré, nhà soạn nhạc (1845 - 1924)
- Théophile Delcassé, chính khách của Đệ Tam Cộng hòa